# Nonsard-Lamarche
Pour les articles homonymes, voir Lamarche.
Nonsard-Lamarche est une commune française située dans le département de la Meuse en région Grand Est, tout près du lac de Madine.

## Géographie
La commune fait partie du parc naturel régional de Lorraine.
| Heudicourt-sous-les-Côtes | Pannes             | Pannes             |
| Heudicourt-sous-les-Côtes | Nonsard-Lamarche   | Pannes             |
| Montsec                   | Essey-et-Maizerais | Essey-et-Maizerais |

### Hydrographie

#### Réseau hydrographique
La commune est dans le bassin versant du Rhin au sein du bassin Rhin-Meuse. Elle est drainée par le ruisseau la Madine, le ruisseau de Burnenaux, le ruisseau de la Tuilerie, le ruisseau de Naugipont, le ruisseau du Moulin et le ruisseau Grand Montfaucon,.
La Madine, d'une longueur de 19 km, prend sa source dans la commune de Varnéville et se jette  dans le Rupt de Mad à Bouillonville, après avoir traversé huit communes. 

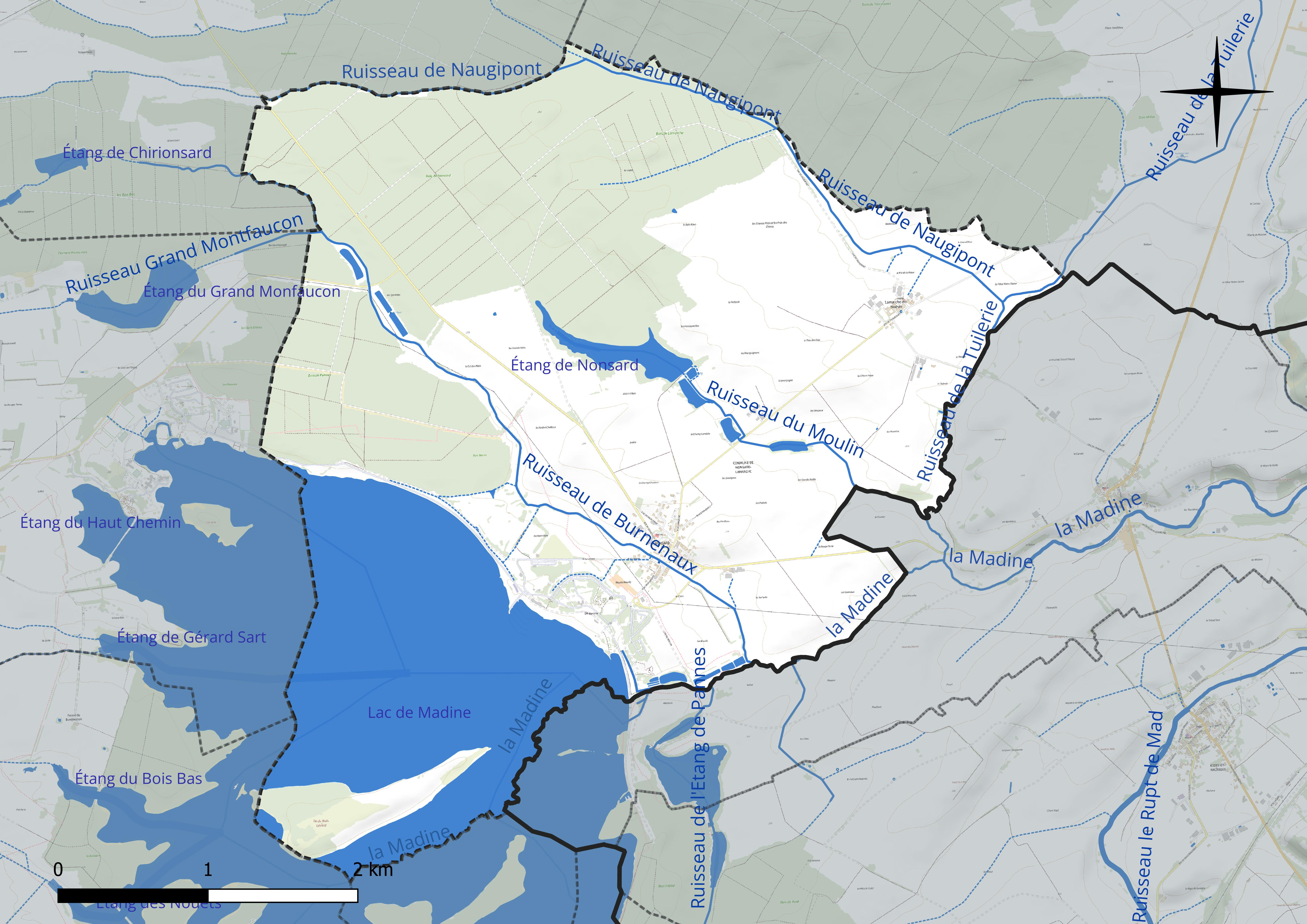
Réseau hydrographique de Nonsard-Lamarche.

Trois plans d'eau complètent le réseau hydrographique : le lac de Madine, d'une superficie totale de 1 007,5 ha (339,3 ha sur la commune), l'étang de Bruny (0,3 ha) et l'étang de Nonsard (13,8 ha),.

#### Gestion et qualité des eaux
Le territoire communal est couvert par le schéma d'aménagement et de gestion des eaux (SAGE) « Rupt de Mad, Esch, Trey ». Ce document de planification concerne les bassins versants du Rupt de Mad, de l’Esch et du Trey. Le périmètre a été arrêté le 2 juin 2014, la commission locale de l'eau (CLE) a été créée le 20 juin 2017, puis modifiée le 26 mars 20210. La structure porteuse de l'élaboration et de la mise en œuvre est le Parc naturel régional de Lorraine. 
La qualité des cours d’eau peut être consultée sur un site dédié géré par les agences de l’eau et l’Agence française pour la biodiversité. 

### Climat
Pour des articles plus généraux, voir Climat du Grand Est et Climat de la Meuse.
En 2010, le climat de la commune est de type climat des marges montargnardes, selon une étude du Centre national de la recherche scientifique s'appuyant sur une série de données couvrant la période 1971-2000. En 2020, Météo-France publie une typologie des climats de la France métropolitaine dans laquelle la commune est exposée à un climat océanique altéré et est dans la région climatique  Lorraine, plateau de Langres, Morvan, caractérisée par un hiver rude (1,5 °C), des vents modérés et des brouillards fréquents en automne et hiver. 
Pour la période 1971-2000, la température annuelle moyenne est de 9,7 °C, avec une amplitude thermique annuelle de 16,7 °C. Le cumul annuel moyen de précipitations est de 846 mm, avec 12,9 jours de précipitations en janvier et 9,1 jours en juillet. Pour la période 1991-2020, la température moyenne annuelle observée sur la station météorologique installée sur la commune est de 10,7 °C et le cumul annuel moyen de précipitations est de 690,8 mm. 
La température maximale relevée sur cette station est de 40,1 °C, atteinte le 25 juillet 2019 ; la température minimale est de −17 °C, atteinte le 1er mars 2005,,. 
| Mois                                  | jan.           | fév.           | mars          | avril         | mai           | juin          | jui.          | août         | sep.          | oct.          | nov.          | déc.           | année     |
| ------------------------------------- | -------------- | -------------- | ------------- | ------------- | ------------- | ------------- | ------------- | ------------ | ------------- | ------------- | ------------- | -------------- | --------- |
| Température minimale moyenne (°C)     | −0,2           | −0,3           | 1,5           | 4,1           | 7,9           | 11,3          | 13,2          | 12,9         | 9,3           | 6,8           | 3,7           | 0,9            | 5,9       |
| Température moyenne (°C)              | 2,5            | 3,1            | 6,3           | 10,1          | 13,7          | 17,4          | 19,4          | 18,9         | 15,2          | 11,1          | 6,7           | 3,5            | 10,7      |
| Température maximale moyenne (°C)     | 5,2            | 6,5            | 11,2          | 16,2          | 19,5          | 23,5          | 25,6          | 24,8         | 21,1          | 15,5          | 9,7           | 6              | 15,4      |
| Record de froid (°C) date du record   | −15,2 07.01.09 | −15,9 05.02.12 | −17 01.03.05  | −7,7 08.04.03 | −1,2 16.05.03 | 1,4 02.06.06  | 4,5 31.07.15  | 3,5 26.08.18 | −0,5 20.09.12 | −5,9 29.10.12 | −7,7 30.11.20 | −16,1 26.12.10 | −17 2005  |
| Record de chaleur (°C) date du record | 15 08.01.14    | 20,3 25.02.21  | 25,6 31.03.21 | 28,3 21.04.18 | 32,8 28.05.17 | 36,1 26.06.19 | 40,1 25.07.19 | 39 12.08.03  | 34,1 15.09.20 | 28,2 13.10.23 | 22,4 02.11.20 | 16,5 17.12.19  | 40,1 2019 |
| Ensoleillement (h)                    | 499            | 786            | 1 532         | 1 923         | 2 146         | 2 358         | 2 498         | 2 115        | 1 761         | 1 032         | 482           | 399            | 1 753     |
| Précipitations (mm)                   | 65,7           | 55,9           | 49,4          | 38,9          | 66,2          | 56,6          | 53,4          | 59,6         | 49,4          | 62,3          | 60,4          | 73             | 690,8     |

| Diagramme climatique                                  |             |             |             |             |              |              |              |             |             |            |        |
| J                                                     | F           | M           | A           | M           | J            | J            | A            | S           | O           | N          | D      |
| 5,2−0,265,7                                           | 6,5−0,355,9 | 11,21,549,4 | 16,24,138,9 | 19,57,966,2 | 23,511,356,6 | 25,613,253,4 | 24,812,959,6 | 21,19,349,4 | 15,56,862,3 | 9,73,760,4 | 60,973 |
| Moyennes : • Temp. maxi et mini °C • Précipitation mm |             |             |             |             |              |              |              |             |             |            |        |

Les paramètres climatiques de la commune ont été estimés pour le milieu du siècle (2041-2070) selon différents scénarios d'émission de gaz à effet de serre à partir des nouvelles projections climatiques de référence DRIAS-2020. Ils sont consultables sur un site dédié publié par Météo-France en novembre 2022.

## Urbanisme

### Typologie
Au 1er janvier 2024, Nonsard-Lamarche est catégorisée commune rurale à habitat dispersé, selon la nouvelle grille communale de densité à sept niveaux définie par l'Insee en 2022.
Elle est située hors unité urbaine et hors attraction des villes,.
La commune, bordée par un plan d’eau intérieur d’une superficie supérieure à 1 000 hectares, le lac de Madine, est également une commune littorale au sens de la loi du 3 janvier 1986, dite loi littoral. Des dispositions spécifiques d’urbanisme s’y appliquent dès lors afin de préserver les espaces naturels, les sites, les paysages et l’équilibre écologique du littoral, tel le principe d'inconstructibilité, en dehors des espaces urbanisés, sur la bande littorale des 100 mètres, ou plus si le plan local d’urbanisme le prévoit.

### Occupation des sols
L'occupation des sols de la commune, telle qu'elle ressort de la base de données européenne d’occupation biophysique des sols Corine Land Cover (CLC), est marquée par l'importance des territoires agricoles (41 % en 2018), en diminution par rapport à 1990 (42,2 %). La répartition détaillée en 2018 est la suivante : 
forêts (33,8 %), prairies (22,9 %), eaux continentales (18,8 %), terres arables (18,1 %), milieux à végétation arbustive et/ou herbacée (2,6 %), espaces verts artificialisés, non agricoles (2,5 %), zones urbanisées (1,4 %). L'évolution de l’occupation des sols de la commune et de ses infrastructures peut être observée sur les différentes représentations cartographiques du territoire : la carte de Cassini (XVIIIe siècle), la carte d'état-major (1820-1866) et les cartes ou photos aériennes de l'IGN pour la période actuelle (1950 à aujourd'hui).

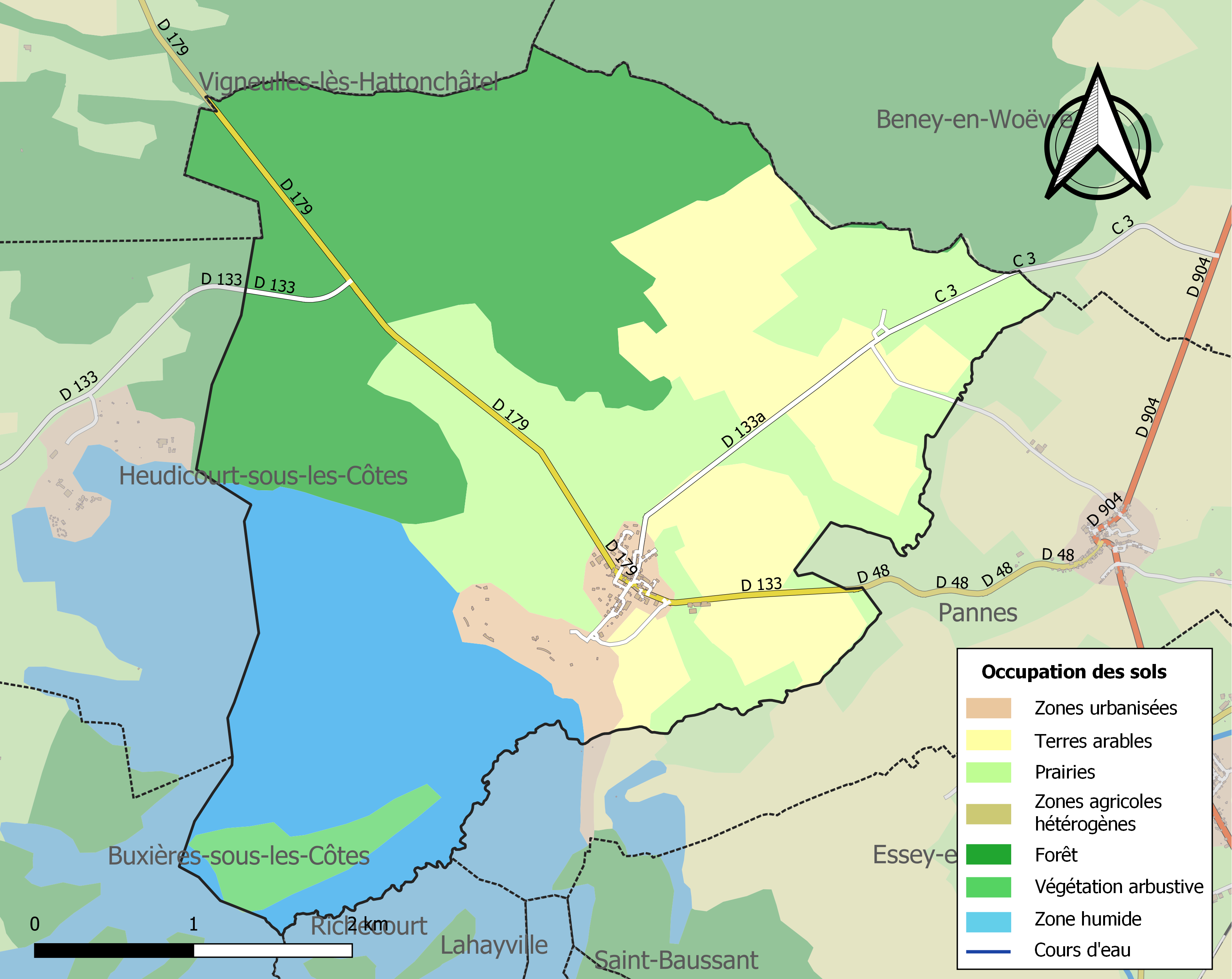
Carte des infrastructures et de l'occupation des sols de la commune en 2018 (CLC).

## Toponymie
Nonsard est attesté sous les formes Actum novo ex Sarto-villa (ou Exsarto-villa) sancti Stephani (708) ; Lamarche-en-WoëvreIn pago Scarponensi ad Novum-Sartum (745) ; Netosa (812) ; Nonsart (1180) ; Numsart (1241) ; Nunsart (1642) ; Nonssec (1656) ; Nonsardium (1749) ; Lamarche-en-Woëvre.

Du bas latin novum « nouveau » et ex-sartum « terrain défriché ».
Nonsard prend le nom de Nonsard-Lamarche ( J.O., 11.01.1983 ).

Lamarche est attesté sous les formes Hadina (812) ; Has (1656) ; Hast, Hat, la Marche-en-Woëvre (1749) ; Marchia (1749) ; Has-la-Marche (1755).

## Histoire
Le 1er janvier 1973, Nonsard et Lamarche-en-Woëvre sont rattachées (fusion-association) à Heudicourt-sous-les-Côtes qui prend le nom de Madine. Le 1er janvier 1983, la fusion prend fin, Nonsard et Lamarche reprennent leurs indépendances et, dans le même temps Nonsard devient Nonsard-Lamarche à la suite de sa fusion-association avec Lamarche-en-Woëvre.

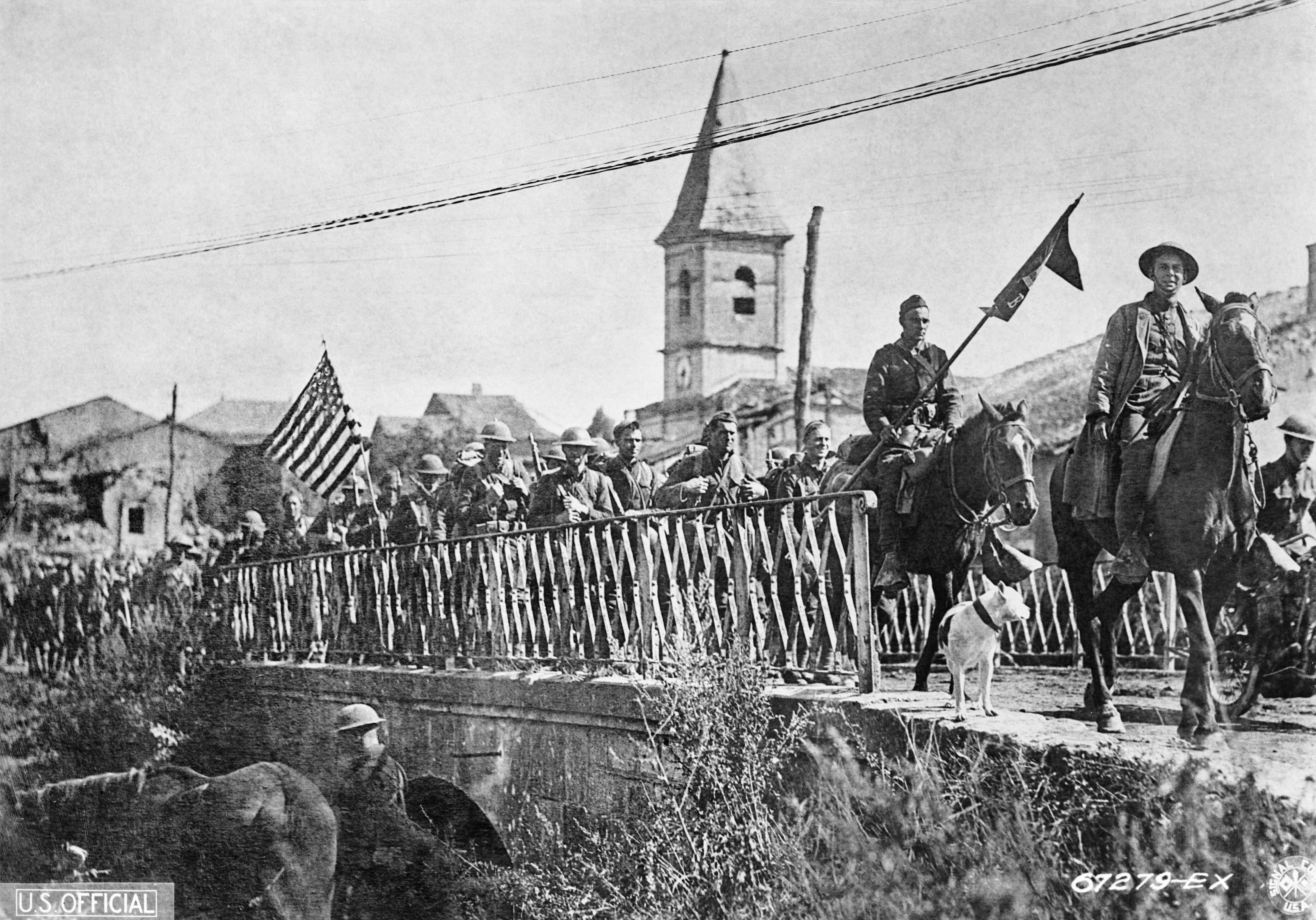
Photographie de 1918 avec des soldats américains.

## Politique et administration
| Période                                  | Période                      | Identité                                         | Étiquette   | Qualité |
| ---------------------------------------- | ---------------------------- | ------------------------------------------------ | ----------- | --- |
| Les données manquantes sont à compléter. |                              |                                                  |             | |
| mars 2001                                | En cours (au 3 juillet 2020) | Sylvain Denoyelle Réélu pour le mandat 2020-2026 | UDI (PR)-MR | Conseiller financier Conseiller général du canton de Vigneulles-lès-Hattonchâtel (2001-2015) Président de la CC Côtes de Meuse - Woëvre (depuis 2013) |

## Population et société

### Démographie
L'évolution du nombre d'habitants est connue à travers les recensements de la population effectués dans la commune depuis 1793. Pour les communes de moins de 10 000 habitants, une enquête de recensement portant sur toute la population est réalisée tous les cinq ans, les populations de référence des années intermédiaires étant quant à elles estimées par interpolation ou extrapolation. Pour la commune, le premier recensement exhaustif entrant dans le cadre du nouveau dispositif a été réalisé en 2006.

En 2022, la commune comptait 225 habitants, en évolution de +6,13 % par rapport à 2016 (Meuse : −4,4 %, France hors Mayotte : +2,11 %).
| 1793 | 1800 | 1806 | 1821 | 1831 | 1836 | 1841 | 1846 | 1851 |
| ---- | ---- | ---- | ---- | ---- | ---- | ---- | ---- | ---- |
| 283  | 325  | 381  | 319  | 397  | 419  | 387  | 431  | 452  |

| 1856 | 1861 | 1866 | 1872 | 1876 | 1881 | 1886 | 1891 | 1896 |
| ---- | ---- | ---- | ---- | ---- | ---- | ---- | ---- | ---- |
| 433  | 447  | 417  | 396  | 393  | 381  | 345  | 324  | 284  |

| 1901 | 1906 | 1911 | 1921 | 1926 | 1931 | 1936 | 1946 | 1954 |
| ---- | ---- | ---- | ---- | ---- | ---- | ---- | ---- | ---- |
| 281  | 261  | 256  | 192  | 162  | 155  | 143  | 129  | 110  |

| 1962 | 1968 | 1982 | 1990 | 1999 | 2006 | 2011 | 2016 | 2021 |
| ---- | ---- | ---- | ---- | ---- | ---- | ---- | ---- | ---- |
| 111  | 94   | 106  | 106  | 106  | 114  | 181  | 212  | 223  |

| 2022 | - | - | - | - | - | - | - | - |
| ---- | - | - | - | - | - | - | - | - |
| 225  | - | - | - | - | - | - | - | - |

## Culture locale et patrimoine

### Lieux et monuments

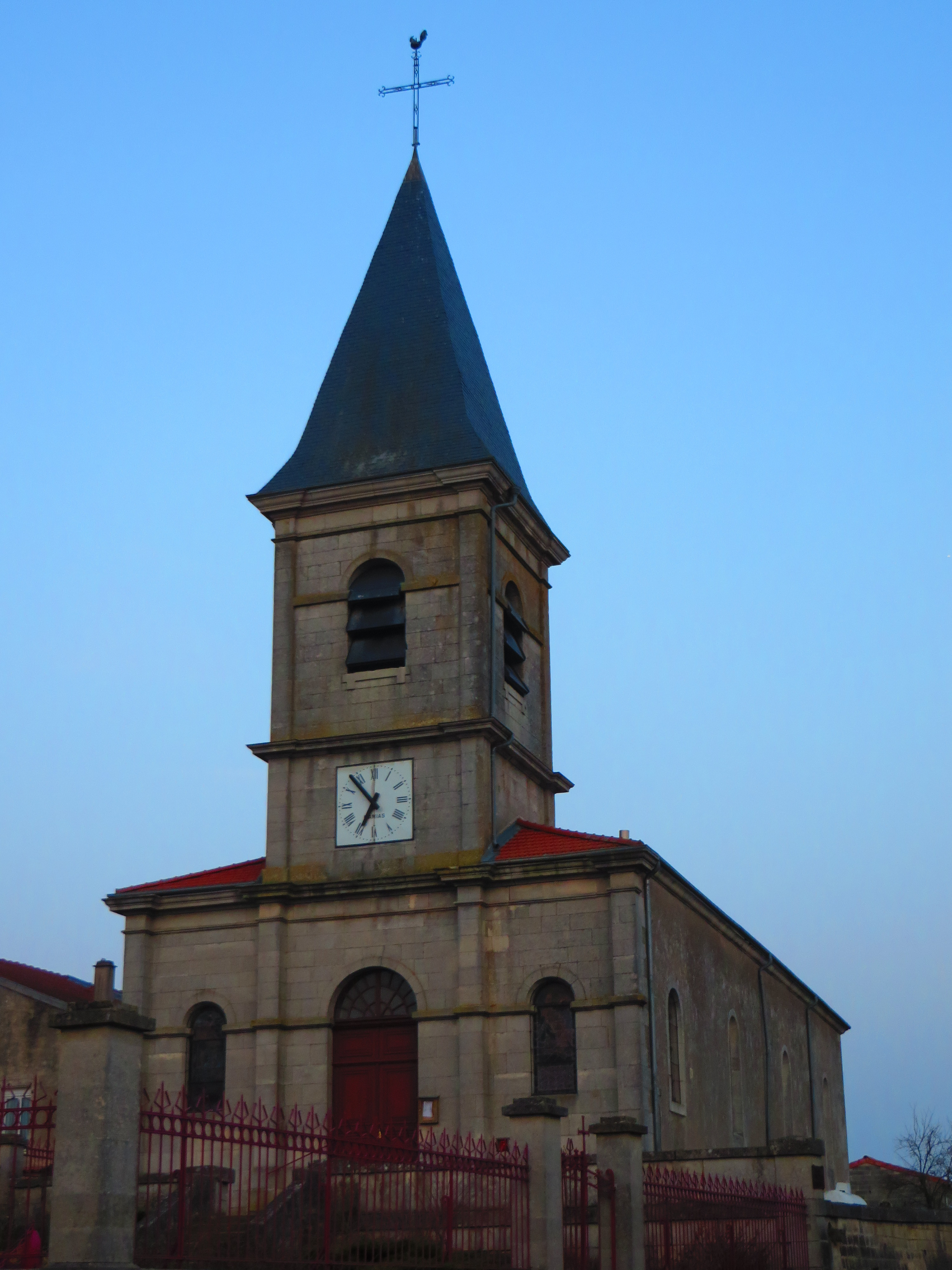
Église Saint-Evre de Nonsard.

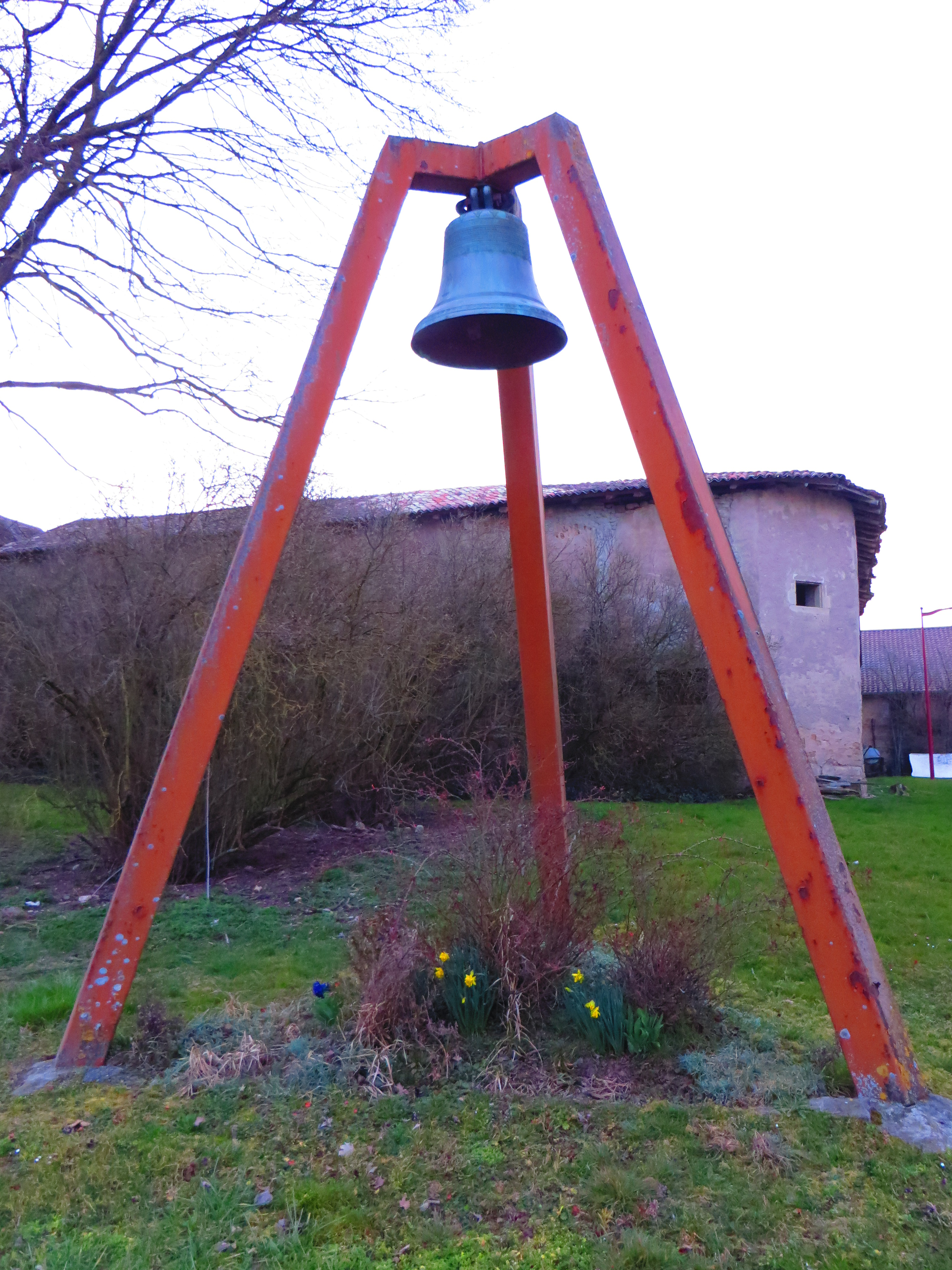
Cloche de l'église ruinée Saint-Étienne de Lamarche-en-Woëvre.

- Église Saint-Evre de Nonsard, construite en 1827.
- Cloche de l'église ruinée Saint-Étienne de Lamarche-en-Woëvre.

### Héraldique, logotype et devise
| Blason de Nonsard-Lamarche | Blason  | Écartelé en sautoir: au 1) d'azur à deux serpes d'or passés en sautoir par les manches, les trachants affrontés; au 2) d'or à la feuille de chêne de sinople, au 3) d'or au voilier de lac de sinople, flammé et aux agrès du même, habillé de gueules; au 4) d'azur à la colombe essorant d'argent. |
| Blason de Nonsard-Lamarche | Détails | Création de Robert A. Louis et de Dominique Lacorde, adoptée par la commune le 9 novembre 2022. |